# GR-89696
GR-89696 je lek koji deluje kao visoko selektivni κ-opioidni agonist. On pokazuje selektivno dejstvo u različitim životinjskim modelima, i smatra se da je on selektivan za κ2 tip receptora. Nedavne studije indiciraju da su GR-89696 i srodni κ2-selektivni agonisti korisni u sprečavanju svrabeža koji je uobičajena nuspojava konvencionalnih opioidnih analgetika, bez dodatnih nuspojava ne-selektivnih kapa agonista.

## Spoljašnje veze
|  | Molimo Vas, obratite pažnju na važno upozorenje u vezi sa temama iz oblasti medicine (zdravlja). |